# Norbert Lüer
Norbert Lüer (* 1955 in Oberhausen) ist ein deutscher Unternehmer und ist gelernter Industriekaufmann. 1993 machte er sich selbständig und gründete 2002 die Jurex GmbH mit Hauptsitz in Erkelenz im Rheinland.

## Werdegang
Als Industriekaufmann war Lüer viele Jahre für einen großen Deutschen Konzern im internationalen Stahlgeschäft in verantwortlicher Position tätig. Für ein privates Unternehmen organisierte er den Aufbau des Stahlhandels und war zu dieser Zeit zwei Jahre in Genf tätig. Seit 1993 ist er selbständiger Unternehmer. Zunächst führte er acht Jahre sein eigenes Unternehmen in der Stahlbranche.
Im Oktober 2000 gründete Norbert Lüer das citybüro business services e.k. mit Sitz in Erkelenz. Im gleichen Jahr beantragte er die erste Postlizenz und zusätzlich eine Entgeltgenehmigung für die Auslieferung von Postzustellungsaufträgen. Im Jahr 2003 gründete er einen der bis zur Insolvenz im Mai 2007 größten privaten Postdienstleister im Bereich der förmlichen Zustellungen, die Jurex GmbH. Sein Unternehmen hatte sich auf die förmliche Zustellung von Behördenpost spezialisiert und nutzte dazu die Möglichkeiten der Liberalisierung des Postwesens in Deutschland. Norbert Lüer wurde 2005 für den Preis „Entrepreneur des Jahres 2005“ nominiert, konnte ihn aber nicht gewinnen. Nach schnellem Aufstieg und bundesweiter Expansion, musste der Jurex-Konzern am 31. Mai 2007 beim Amtsgericht Mönchengladbach Insolvenz anmelden. Am 11. Juni 2007 hat die Firma Direktexpress, bis dahin erbitterter Wettbewerber, die Firma Jurex GmbH vollständig übernommen. Nach einer Pressemitteilung der Firma Jurex GmbH vom 11. Juni 2007 schied Norbert Lüer mit sofortiger Wirkung aus der Firma Jurex aus. Direktexpress und Norbert Lüer lagen bis Anfang 2010 in diversen Rechtsstreitigkeiten, die Direktexpress für sich entscheiden konnte.

## Kritik
Norbert Lüer, einst Vorzeigeunternehmer, wurde in der Presse und in Fernsehsendungen als Beispiel für die Bezahlung mit Niedriglöhnen dargestellt, die unter der Höhe des Existenzminimums oder Sozialhilfesatzes lagen. Des Weiteren wurden ihm die Behinderung von Betriebsratstätigkeit angelastet.